# Piłodziób czarnogardły
Piłodziób czarnogardły, piłodziób błękitnobrwisty (Eumomota superciliosa) – gatunek ptaka z rodziny piłodziobów (Momotidae), jedyny przedstawiciel rodzaju Eumomota. Występuje w Ameryce Centralnej od południowego Meksyku po Kostarykę. Nie jest zagrożony.

## Morfologia
Wygląd

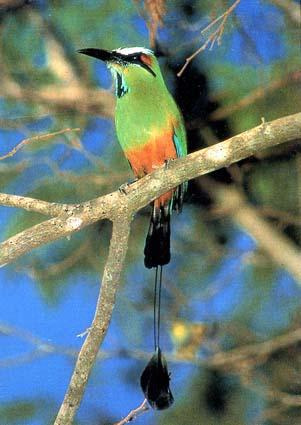
Charakterystyczne dla piłodziobów są widoczne z daleka, dwie wydłużone sterówki

Posiada wielobarwne upierzenie: wierzch głowy i skrzydeł, grzbiet oraz pierś zielone, brzuch i plama na środku grzbietu rudobrązowe, czarna pręga przechodząca przez oko i czarne gardło. Piórka wokół czarnego gardła i na brwi o intensywnym kolorze turkusu. Lotki i sterówki również niebieskie, w ogonie znajdują się dwie wydłużone sterówki z ciemno zakończonymi „łopatkami”. Brak dymorfizmu płciowego.
Średnie wymiary
Długość ciała: 35 cm, w tym ogon ok. 20 cm 

Masa ciała: 65 g

## Ekologia i zachowanie
BiotopLasy galeriowe, suchsze lasy z gęstym podszyciem czy skupiska drzew na terenie półotwartym. Żyją pojedynczo lub parami.
PożywienieGłównie owady, owoce, nasiona. Czatują na gałęzi, skąd ujrzawszy ofiarę, zrywają się do krótkiego lotu. Zdobycz chwytają w locie, na gałęzi lub na ziemi.
RozmnażanieGniazda wygrzebują w ziemi. Samica składa 3–4 jaja w głębokiej do 1,5 metra norze wykopanej w urwistym brzegu rzeki. Pisklęta wylęgają się po około 20 dniach. Po kolejnych 30 są zdolne do lotu. O młode troszczą się obydwoje rodzice.

## Status
Przez IUCN piłodziób czarnogardły klasyfikowany jest jako gatunek najmniejszej troski (LC, Least Concern). W 2019 roku organizacja Partners in Flight szacowała, że liczebność światowej populacji mieści się w przedziale 0,5–5,0 milionów dorosłych osobników, trend liczebności oceniła jako lekko spadkowy. 

## Podgatunki
Wyróżnia się 7 podgatunków E. superciliosa:
- E. s. bipartita Ridgway, 1912 – południowy Meksyk do zachodniej Gwatemali
- E. s. superciliosa (Sandbach, 1837) – południowo-wschodni Meksyk
- E. s. vanrossemi Griscom, 1929 – środkowa Gwatemala
- E. s. sylvestris Carriker & Meyer de Schauensee, 1935 – wschodnia Gwatemala
- E. s. apiaster (R. Lesson, 1842) – Salwador, zachodni Honduras i północno-zachodnia Nikaragua
- E. s. euroaustris Griscom, 1929 – północny Honduras
- E. s. australis Bangs, 1906 – południowo-zachodnia Nikaragua i północno-zachodnia Kostaryka